# Cseres Tibor
Cseres Tibor (eredeti nevén Portik Cseres Tibor, Gyergyóremete, 1915. április 1. – Budapest, 1993. május 23.) Kossuth-díjas magyar író, 1987 és 1989 között a Magyar Írók Szövetsége elnöke.

## Jelentősége
Történelmi regényei és tényfeltáró írásai kulcsfontosságúak voltak a magyar nép történelmi lelkiismeretének és büszkeségének ápolásában a 20. század második felében.

## Életpályája
A gimnáziumot Budapesten végezte. 1936 és 1938 között a Békés-megyei Közlönynél dolgozott. Versesköteteit Pálos Tibor néven publikálta (Tájkép, elöl guggolva én, 1937, Békéscsaba) „Zöld levél árnyéka”, 1942
1945-ben a Viharsarok című „munkás és parasztújság” alapítója volt, ott többek közt Liska Tiborral dolgozott együtt. A Csehszlovák Áttelepítési Bizottság tevékenykedése idején a magyarországi szlovák kisebbség, a békés-csanádi szlovák sziget asszimilációjának okairól írt vezércikket (azt írva, hogy ez gazdasági okoknak, semmint „elnyomó kényszereknek” volt betudható).
Tevékenykedett forgatókönyvíróként is, közreműködött ezen minőségében például Móricz Zsigmond Égi madár című regényének 1957-58-as megfilmesítésében.
Több évtizedig a budapesti XII. kerület, s ezen belül is Németvölgy lakója volt. Sírja a visegrádi temetőben található.

## Közéleti tevékenysége
1983-ban mintegy ötven magyar íróval együtt nyílt levélben tiltakozott az Új Symposium jugoszláviai magyar irodalmi folyóirat szerkesztőbizottságának menesztése ellen.
1984. június 6-án Csurka István és Mészöly Miklós írókkal együtt tiltakozó nyilatkozatot tett közzé Duray Miklós szlovákiai magyar író letartóztatása ellen, valamint személyesen is megjelentek bírósági tárgyalásán.

### Az Írószövetség elnöke
A Magyar Írók Szövetsége 1986. november 29-én és 30-án tartott közgyűlésén választotta elnökévé Cserest, Hubay Miklós után, olyan időszakban, amikor a gyengülő kommunista hatalom az erjedés segítőjét, így ellenségét látta a szövetségben. A Kádár-rezsim mellett demonstráló kilépésre és új szervezet alapítására ösztönözték a 150-re becsült számú kommunista írót, de 1987 elejéig csak huszonnyolcan léptek ki (Almási Miklós, E. Fehér Pál, Köpeczi Béla, Moldova György, Szerdahelyi István – többen, mint Juhász Ferenc, vagy Szabó Magda azonban visszaléptek).
Cserest felszólították, hogy távolítsák el a "kemény magot" a szövetségből és vezetéséből, de ez nem történt meg. 1987-ben ezért hírzárlatot rendeltek el a szövetség köré, és szilenciumra ítélték a rendszert kritizáló írókat, mint Csoóri Sándor és Csurka István. A szorítás csak 1988-ban enyhült a szövetség körül. Ebben az évben a szövetség nyílt levélben – hiába – kérte a kormányt, forduljon az ENSZ-hez a romániai magyarság sorsa érdekében, a falurombolás ellen. Cseres Tibor 1989-ig volt az Írószövetség elnöke, utóda Göncz Árpád volt.

## Emlékezete

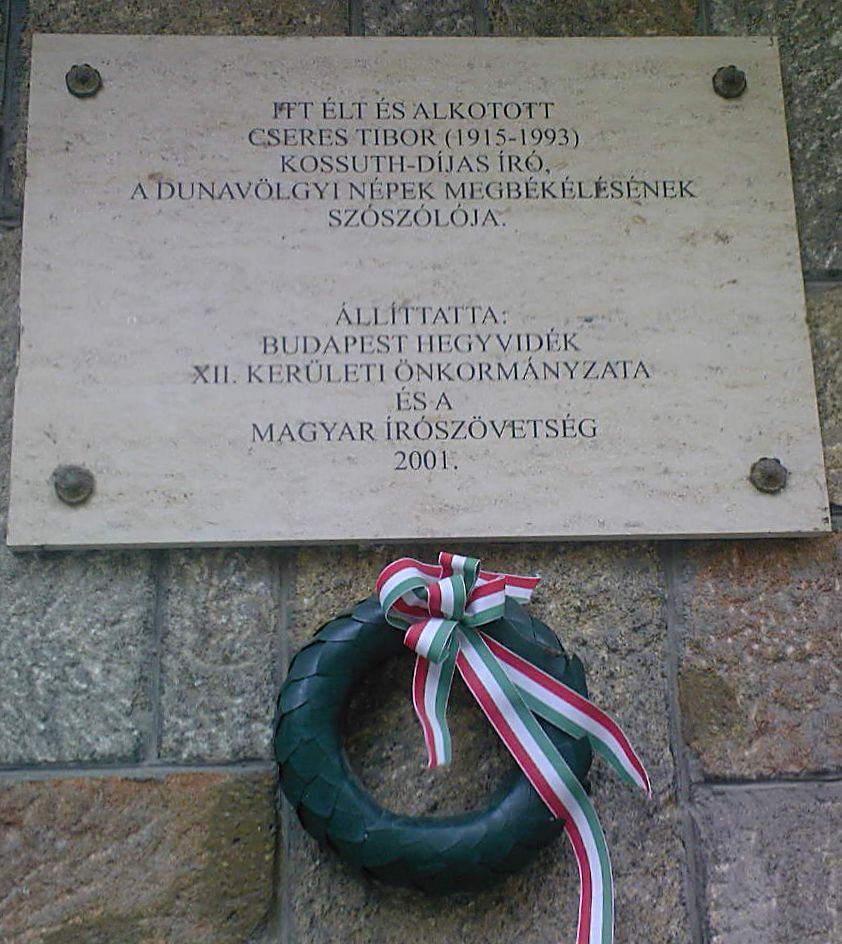
Emléktáblája: Budapest XII. kerület Tartsay Vilmos utca 20.

- Gyergyóremete központjában emlékművet emeltek neki, emlékét társaság ápolja. Az 1990-es évek közepe óta a gyergyóremetei Fráter György iskolában április utolsó péntekjén Cseres Tibor-napot tartanak, anyanyelvi és versmondó vetélkedőkkel.
- Egykori lakhelyén emléktáblát helyeztek el tiszteletére 2001-ben, Budapest XII. kerületében.

## Díjai
- József Attila-díj – 1951, 1955, 1965
- Kossuth-díj – 1975
- Munka Érdemrend, arany fokozat – 1981
- Az Év Könyve jutalom – 1985, 1988, 1991
- A Magyar Népköztársaság Zászlórendje – 1985
- Fitz József-díj – 1988
- SZOT-díj – 1988
- Kortárs-díj – 1990
- A Magyar Köztársaság Babérkoszorúval Ékesített Zászlórendje – 1990
- A Magyar Művészetért Alapítvány Díja – 1991

## Művei
- Pálos Tibor: Tájkép, elöl guggolva én. Versek; Holländer Ny., Békéscsaba, 1937
- Zöld levél árnyéka; Bolyai Akadémia, Budapest, 1942 (Bolyai könyvek)
- Földet íratok; MADISZ, Békéscsaba, 1945 (DISZ könyvek)
- Ének a termelő szövetkezetekről. Versek; Hungária, Budapest, 1950
- Tűz Hódréten. Regény; Athenaeum, Budapest, 1950 (szlovákul is)
- Tél és nyár. Elbeszélések; Szépirodalmi, Budapest, 1952
- Szeberényi Lehel–Cseres Tibor–Vészi Endre: Magyar írók Bulgáriában; Népszava, Budapest, 1953
- Embernek próbája, avagy kocsivásár; Szépirodalmi, Budapest, 1953 (Új magyar elbeszélések)
- Nádudvari emberek. Riportok; Szépirodalmi, Budapest, 1953 (Az ötéves terv kiskönyvtára)
- Térdigérő tenger. Regény; Szépirodalmi, Budapest, 1954
- Zsebek és emberek. Komédia; Népszava, Budapest, 1954 (Színjátszók könyvtára)
- Fergeteg fia. Elbeszélések; Magvető, Budapest, 1955
- Fiúnézőben. Színmű; Népszava, Budapest, 1956 (Színjátszók könyvtára)
- Here-báró. Egy nagyvérű ember története; Magvető, Budapest, 1956
- Különféle szerelmek. Elbeszélések; Szépirodalmi, Budapest, 1957
- Az utolsó bűbájos meg a tanítványa. Regény; Móra, Budapest, 1959
- Várakozó özvegyek. Novellák; Magvető, Budapest, 1960
- Pesti háztetők. Regény; Szépirodalmi, Budapest, 1961
- Búcsú nélkül. Regény és novellák; Szépirodalmi, Budapest, 1964
- Hideg napok; Magvető, Budapest, 1964 (angolul, bolgárul, csehül, franciául, lengyelül, németül, oroszul, románul, szerbül is)
- Hideg napok. Regény és színmű; Magvető, Budapest, 1966
- Fekete rózsa. Regény; Kossuth, Budapest, 1966 (oroszul is)
- Ember fia és farkasa; Szépirodalmi, Budapest, 1967
- Hideg napok; rend. és Cseres Tibor regényéből írta Kovács András; Magvető, Budapest, 1967 (Ötlettől a filmig)
- Bizonytalan század. Regény; Zrínyi Ny., Budapest, 1968 (Kozmosz könyvek)
- A kétszázötven éves Békéscsaba; fotó Korniss Péter; Városi Tanács, Békéscsaba, 1969 (oroszul, szlovákul is)
- Játékosok és szeretők; Magvető, Budapest, 1970
- Hol a kódex?; Magvető, Budapest, 1971
- Itt a földön is; Szépirodalmi, Budapest, 1973
- Siratóének; Magvető–Szépirodalmi, Budapest, 1975 (30 év)
- Elveszített és megőrzött képek; Magvető, Budapest, 1978
- Parázna szobrok. Ikerregény; Szépirodalmi, Budapest, 1978
- Én, Kossuth Lajos. Levelek Turinból; Magvető, Budapest, 1981 (németül is)
- Foksányi szoros; Magvető, Budapest, 1985
- Igazolatlanul jelen; Zrínyi, Budapest, 1985
- Perbeszédek és párbeszédek; Szépirodalmi, Budapest, 1986 (Cseres Tibor munkái)
- Vízaknai csaták. Regény; román nyelvű szöveggond. Ülkey Nóra; Szépirodalmi, Budapest, 1988
- Őseink kertje, Erdély; Magvető, Budapest, 1990
- Vérbosszú Bácskában; Magvető, Budapest, 1991 (angolul, horvátul is)
- Kentaurok és kentaurnők. Tragiko-szatíra; Magvető, Budapest, 1993
- Felhők fölött száll a sas. Találkozásaink háborúban és békében; Zrínyi, Budapest, 1993
- Napló 1956–1993; sajtó alá rend. Cseres Judit, jegyz. Márkus Béla; MMA, Budapest, 2023

## Szakirodalom
- Zappe László: Cseres Tibor; Akadémiai, Budapest, 1975 (Kortársaink)
- Furkó Zoltán: Cseres Tibor és kora; Szenci Molnár Társaság, Budapest, 2005
- Márkus Béla: Cseres Tibor; MMA, Budapest, 2022 (Közelképek írókról)